# أيض الكربوهيدرات

مخطط مبسط للمرحلة الأولى لتكسير الكربوهيدرات، والدهون والبروتينات،(ينتج Acetyl-CoA). النشاء = بولي سكاريدز؛ والجلوكوز والفركتوز = مونوسكاريدز.

استقلاب السكريات أو استقلاب الكربوهيدرات (بالإنجليزية: Carbohydrate metabolism) يشير للعمليات الكيميائية الحيوية المختلفة المسؤولة عن تكوين، وتحطيم والتحويل التبادلي للكربوهيدرات في الكائنات الحية، بعد تناولها الغذاء.
الكربوهيدرات مهمة  في العديد من المسارات الأيضية الأساسية.  النباتات تشكل الكربوهيدرات من ثاني أكسيد الكربون والماء من خلال التركيب الضوئي مما يجعلهم قادرين على تخزين الطاقة من ضوء الشمس داخلياً.  عندما تستهلك الحيوانات والفطريات النباتات، فإنها تستخدم التنفس الخلوي لكسر هذه الكربوهيدرات المخزنة لتوفير الطاقة واتاحتها للخلايا. كل من الحيوانات والنباتات يخزنان الطاقة الصادرة مؤقتا على شكل جزيئات عالية الطاقة، مثل ATP، لاستخدامها في العمليات الخلوية المختلفة. أدينوسين ثلاثي الفوسفات ATP هو «بطارية الخلية» يمد كل خلية بالطاقة لكي تحيا وتؤدي وظيفتها.
وعلى الرغم من أن البشر يستهلكون مجموعة متنوعة من الكربوهيدرات، فالهضم يفكك الكربوهيدرات المعقدة إلى عدد قليل من المونومرات (وحدات) البسيطة لعملية الأيض: الجلوكوز، الفركتوز، و غالاكتوز والسكروز (السكر العادي).  يشكل الجلوكوز 80٪ من المنتجات، وهو الهيكل الأساسي الموزع على الخلايا في الأنسجة، حيث يتم تخزينها في الكبد وفي العضلات على شكل  الغلايكوجين. كما يعتمد قياس سكر الدم على قياس مستوى الجلوكوز فيه.
وفي التنفس الهوائي، الذي هو الشكل الرئيسي للتنفس الخلوي في البشر، يتم حرق (أكسدة) الجلوكوز والأكسجين لإطلاق الطاقة وتخزين جزء منها، مع اطلاق ثاني أكسيد الكربون والماء كمنتجات ثانوية. معظم الفركتوز والجلاكتوز ينتقلون من الدم إلى الكبد، حيث يمكن تحويلهم إلى الجلوكوز.
بعض الكربوهيدرات البسيطة لديها مسارات الأكسدة الأنزيمية الخاصة بهم، مثل حال عدد قليل من الكربوهيدرات الأكثر تعقيدا. اللاكتوز  على سبيل المثال، يتطلب انزيم اللاكتاز كي تنقسم مكوناته لأحادي السكاريد والجلوكوز والجلاكتوز. كما أن النشاء عبارة عن جزيئات سكرية معقدة، ونتناول في غذائنا في العادة الكربوهيدرات في هيئة البطاطس والأرز والقمح، والخبز، والمعكرونة. في عملية الأيض تتحلل النشاء إلى الجلوكوز لكي يستفيد منه الجسم.

## المسارات الأيضية

### تحلل السكر (الغلايكولوسيس)

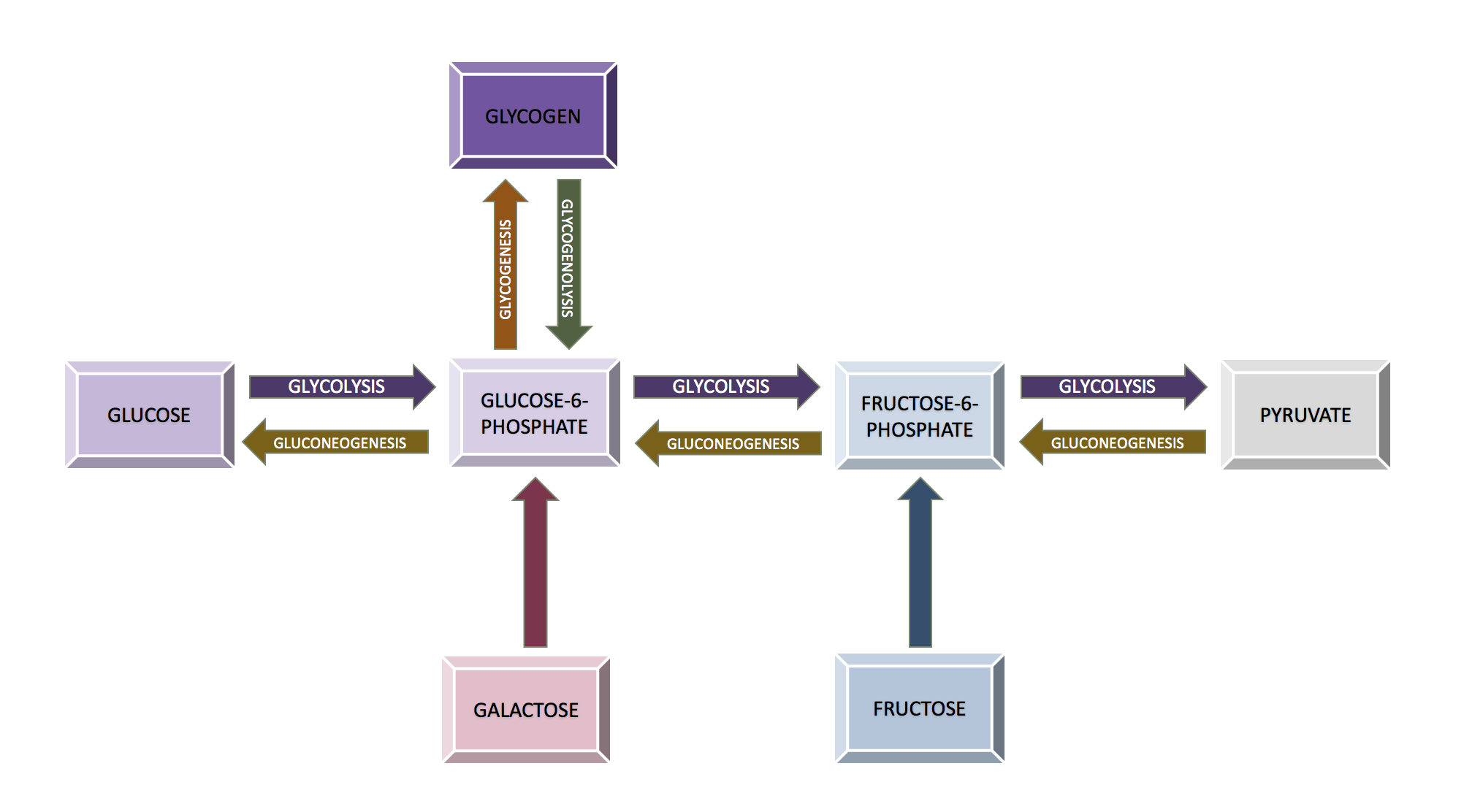
نظرة شاملة على تحلل السكريات .(يمكن اهمال الفركتوز و الجلاكتوز مبدئيا لمتابعة عمليات الجلوكوز وحده)

تحلل السكر هو عملية تحطيم جزيء الجلوكوز إلى جزيئين البيروفات، في حين تخزين الطاقة الصادرة خلال هذه العملية على شكل  ATP و NADH في الخلية. تقريبا جميع الكائنات الحية التي تستهلك الجلوكوز تستخدم عملية تحلل السكر. تنظيم الجلوكوز واستخدام المنتج هي الفئات الرئيسية التي تختلف فيها هذه المسارات بين الكائنات الحية. في بعض الأنسجة والكائنات الحية، التحلل هو طريقة الكائنات الحية لإنتاج الطاقة. هذا المسار هو لاهوائي، لأنه لا يتطلب الأوكسجين.
تحلل السكر يتكون من عدة خطوات، وتنقسم إلى مرحلتين. خلال المرحلة الأولى، يتفكك الكربوهيدات إلى الجلوكوز مثلا ثم ينقسم الجلوكوز وينتج بيروفات. ثم بواسطة  إنزيمات معينة تتحول البيروفات إلى (أسيتيل مرافق الإنزيم-أ) Acetyl-Co A. خلال المرحلة الثانية، يتم نقل الطاقة الكيميائية من أسيتيل مرافق الإنزيم-أ في النهاية إلى NADH وATP . يؤدي تفكك جزيء واحد من الجلوكوز إلى جزيئين من البيروفات، والتي يمكن أن تتأكسد أكثر للوصول إلى المزيد من الطاقة في العمليات اللاحقة التي تنتهي بتخزين طافة في أدينوسين ثلاثي الفوسفات ATP .

### استحداث السكر (غلوكونيوجينيسيس)
غلوكونيوجينيسيس (استحداث السكر) هي العملية العكسية للغلايكوليسيس. وهي تنطوي على تحويل جزيئات بروتين إلى الجلوكوز. جزيئات البروتين (غير كربوهيدرات) التي يتم تحويلها في هذا المسار إلى الجلوكوز تشمل البيروفات، اللاكتات، الجلسرين، ألانين، والجلوتامين. تحدث هذه العمليات عندما ينخفض مستوى السكر في الدم. إنتاج الجلوكوز خلال هذا المسار مهم للأعضاء التي لا يمكن استخدامها لأنواع الوقود الأخرى، مثل الدماغ. فالدماغ والأعصاب والكلى تعتمد
على الجلوكوز لمدها بالطاقة؛ فمثلا عندما يهبط منسوب السكر في الدم يشعر الإنسان بالدوخة وقد يفقد الوعي.
الكبد هو الموقع الرئيسي للغلوكونيوجينيسيس (عملية استحداث الجلوكوز)، ولكن يحدث ثانوياً أيضا في الكلى. وينظم هذا المسار من قبل جزيئات مختلفة متعددة، مثل هرمون الغلوكاغون، وهرمون تحفيز الغدة الكظرية، وATP يحفزون استحداث السكر. يتم منع واعاقة غلوكونيوجينيسيس بواسطة AMP، ADP، والإنسولين.
يلجأ الجسم إلى استحداث الجلوكوز من البروتينات (عضلات الصدر وعضلا ت القلب وعضلات الأرجل والساعدين) في حالتين قصوى: أن يبذل الإنسان مجهودا كبيرا وطويل الأجل بحيث ينتهي مخزون الغلايكوجين، ويقل منسوب الجلوكوز في الدم. عندئذ تحتاج الدماغ والأعصاب إلى الجلوكوز، فيبدأ الجسم باستخلاص الجلوكوز من العضلات (من بنيته). الحالة الثانية هي حدوث مجاعة ويظل الإنسان طويلا لا يحصل على غذاء. ينضب مخزوني الغلاكوجين والدهون، فيبدأ الجسم في استهلاك البروتين لاستخلاص الجلوكوز من (العضلات)، ثم ينتهي بالموت.

### تحلل الغلايكوجين (غلايكوجينوليسيس)
يشير الغلايكوجينوليسيس إلى تفكك الغلايكوجين. في الكبد والعضلات والكلى، تحدث هذه العملية لتوفير الجلوكوز عند الضرورة (مثل القيام بمجهود عضلي أو عقلي).يتم تفكيك جزيء جلوكوز واحد من فرع من الغلايكوجين، ويتم تحويله إلى الجلوكوز -1 الفوسفات خلال هذه العملية. ثم يتم تحويل هذا الجزيء إلى الجلوكوز 6-الفوسفات، وهو وسطي في مسار التحلل. يستطيع بعدها الجلوكوز 6-الفوسفات التقدم في دورات تحلل السكر والتي تنتج ATP عندما ينشأ الجلوكوز من الغلايكوجين.
بدلا من ذلك، يمكن تحول الجلوكوز 6-الفوسفات مرة أخرى إلى الجلوكوز في الكبد والكلى، ويفرزها الكبد رفع مستوي السكر في الدم في حالة انخفاضه عن المستوى السليم.
هرمون الغلوكاغون Glucagon في الكبد يحفز انحلال الغلايكوجين عندما ينخفض مستوى السكر في الدم. الغلايكوجين في الكبد يمكن أن يعمل كمصدر احتياطي للجلوكوز بين الوجبات. الأدرينالين يحفز تفكك الغلايكوجين في العضلات والهيكل العظمي أثناء ممارسة الرياضة، الغلايكوجين يضمن مصدر طاقة يمكن الوصول إليها بسرعة للحركة.
عند الخوف من رؤية مفاجئة لأسد مثلا أو لصا تفرز الغدة المجاورة للكلى هرمون الأدرينالين. يعمل ذلك على وضع الجسم في حالة تأهب تام «إما الهروب أو الصراع»، يدق القلب شديدا ويدفع الدم في جميع الأعضاء، ويحفز الأدرينالين تجمع السكر في الدم للهروب أو الاندفاع لمقاومة التهديد. تلك هي الآلية الأصلية للأدرينالين، ولكن في عصرنا الحديث يكر افراز الأدرينالين من شدة الإجهاد، سواء الإجهاد الاجتماعي أو الإجهاد في العمل وضيق الوقت؛ وهذا له تأثيرات سلبية على النفس البشرية.

### استحداث الغلايكوجين (غلايكوجينيسيس)
الجليكوجينيسيس يشير إلى عملية استحداث الجلايكوجين. في البشر، يتم تحويل الجلوكوز الزائد إلى غلايكوجين عبر هذه العملية. الجليكوجين هو بنية متفرعة للغاية، تتكون من جزيئات الجلوكوز، على شكل الجلوكوز 6 الفوسفات، مرتبطة معا. تفرع الغلايكوجين يزيد من قابلية الذوبان، ويسمح لعدد أكبر من جزيئات الجلوكوز أن تكون جاهزة لأن تنفكك. يحدث جليكوجينيسيس في المقام الأول في الكبد، والعضلات والهيكل العظمي، والكلى، حيث يختزن فيها.

### مسار فوسفات البنتوز
مسار فوسفات البنتوز هو طريقة بديلة لأكسدة الجلوكوز. و يحدث في الكبد، الأنسجة الدهنية، قشرة الغدة الكظرية، الخصية، غدد الحليب، خلايا البلعم، وخلايا الدم الحمراء.  وتنتج المنتجات التي تستخدم في عمليات الخلية الأخرى. 

### أيض الفركتوز
يخضع الفركتوز لخطوات إضافية معينة للدخول إلى مسار التحلل. إنزيمات في بعض الأنسجة يمكنها إضافة مجموعة الفوسفات إلى الفركتوز. هذا الفسفرة تكوّن الفركتوز-6-الفوسفات، وهو وسيط في مسار التحلل والذي يمكن تقسيمه مباشرة في تلك الأنسجة. يحدث هذا المسار في العضلات، والأنسجة الدهنية، والكلى. في الكبد، تنتج إنزيمات الفركتوز-1-فوسفات، الذي يدخل مسار التحلل وينشق في وقت لاحق إلى غليسيرالدهيد وديهيدروكسي اسيتون فوسفات.

### أيض الغالاكتوز
يتكون اللاكتوز، أو سكر الحليب، من جزيء واحد من الجلوكوز وجزيء واحد من الجالاكتوز. بعد الانفصال عن الجلوكوز، ينتقل الجالاكتوز إلى الكبد لتحويله إلى الجلوكوز. يستخدم غالاكتوكيناز جزيء واحد من ATP لفسفرة الجالاكتوز. ثم يتم تحويل الجالاكتوز المفسفر إلى الجلوكوز -1 فوسفات، ثم في نهاية المطاف ينتج جلوكوز 6-الفوسفات، والتي يمكن تقسيمها إلى بيروفات. كما هو معهود فإن البروفات تشكل ناتجا وسطيا يمكن بمواصلة المسار التأكسد في دورتين متتالينين: دورة حمض الستريك ثم سلسلة التنفس التي تنتج أكبر قدر للطاقة من الغالاكتوز لتخزينها في هيئة أدينوسين ثلاثي الفوسفات.

## التنظيم الهرموني
الهرمونات الصادرة عن البنكرياس تنظم عملية التمثيل الغذائي الشامل للكربوهيدرات، لانتاج الجلوكوز وتخزين جزء من الطاقة في ATP. الأنسولين والجلوكاجون هي الهرمونات الأساسية التي تنطوي على الحفاظ على مستوى ثابت من الجلوكوز في الدم، ويتم التحكم في إفراز كل منهما معتمدا على كمية الغذاء المتناول.
كمية الإنسولين المفرزة في الدم وحساسية الخلايا إلى الأنسولين على حد سواء يحددان كمية الجلوكوز التي تفككها الخلايا. زيادة مستويات الغلوكاجون ينشط الانزيمات التي تحفز تفكك الجلايكوجين، وتمنع الانزيمات التي تحفز بناء الجلايكوجين.  على العكس من ذلك، يتم تعزيز بناء الجلايكوجين ومنع تفككه عندما تكون هناك مستويات عالية من الإنسولين في الدم.
مستوى الجلوكوز في الدورة الدموية (والذي يقيسه الطبيب معمليا، معروف ب سكر الدم)، هو العامل الأكثر أهمية لتحديد افراز كمية الغلوكاجون أو الإنسولين - فهما يعملان عكس بعضهما. إفراز الغلوكاجون يتم بسبب انخفاض مستويات الجلوكوز في الدم، في حين أن مستويات عالية من الجلوكوز في الدم يحفز البنكرياس لإفراز  الإنسولين، بغرض أن يقوم الإنسولين بتوصيل الجلوكوز في الدم إلى خلايا الجسم وإدخاله في داخل الخلايا . نوع الغذاء، وعلى الأخص السكر والحلويات يتحكم في جوانب رئيسية بالنسبة إلى إفراز الأنسولين، وعمليات التمثيل الغذائي .
في البشر، يتم بناء الانسولين من قبل خلايا بيتا في البنكرياس، ويتم تخزين الجلايكوجين في الكبد والعضلا ت . وبغض النظر عن مستويات الأنسولين، لا يتم إطلاق الجلوكوز إلى الدم من مخازن الجليكوجين الداخلية في خلايا العضلات .
(يتم تخزين الدهون في خلايا الأنسجة الدهنية، وهي ليس في استطاعتها إنتاج الجلوكوز)،

## إنتاج الطاقة
توجد عدة خطوات في استقلاب الكهربوهيدرات تسمح للخلايا لاستخلاص طاقة وتخزينها في هيئة أدينوسين ثلاثي الفوسفات ATP . خلال تلك العمليات  تختزل  المعاملات المرافقة NAD+ و FAD حيث يختزلا لتكوين NADH و FADH2, التي تقود إلى تخزين طاقة في ATP . جزيء NADH يمكن أن ينتج 1.5–2.5 جزيء ATP بينما ينتج جزيء FADH2 عدد1.5 جزيئات من ATP
| المسار                  | ATP داخل في التفاعل | ATP ناتج | ناتج صافي ATP | NADH ناتج | FADH2 ناتج | ATP الإنتاج النهائي |
| ----------------------- | ------------------- | -------- | ------------- | --------- | ---------- | ------------------- |
| غلايكوليسيس (بالاكسجين) | 2                   | 4        | 2             | 2         | 0          | 5-7                 |
| دورة حمض الستريك        | 0                   | 2        | 2             | 8         | 2          | 17-25               |

عادة ينتج التكسير التام لجزيء واحد من الجلوكوز  بطريق الأكسدة بالأكسجين - حيث يشمل الثلاثة عمليات المتتالية: الغلايكوليسيس، ودورة حمض الستريك، وسلسلة التنفس - ينتج عادة نحو 30–32 جزيئات ATP ،
وأكسدة 1 جرام من الكربوهيدرات تنتج 4  سعرة كبيرة من  الطاقة الكيميائية. له>ا نجد أن دورة حمض الستريك تأتي بعد عملية الغلايكوليسيس ثم تتبعها  سلسة التنفس لإتمام الأكسدة كاملا وإنتاج أكبر عدد من جزيئات ATP المشحونة بالطاقة جاهزة للتخزين لتموين الخلية.

## الكربوهيدرات كمخازن للطاقة
عادة ما يتم تخزين الكربوهيدرات كبوليمرات طويلة (غلايكوجين) من جزيئات الجلوكوز مع روابط غليكوسيدية للدعم الهيكلي (مثل الكيتين والسليلوز) أو لتخزين الطاقة (مثل الجلايكوجين وهو نشاء جسمي). ومع ذلك، فإن شغف معظم الكربوهيدرات للماء (سهولة ذوبانها في الماء) يجعل تخزين كميات كبيرة من الكربوهيدرات غير فعالة . يختزن الجسم كمية من الغلايكوجين  تقدر بين 450 جرام - 650 جرام، ويعود الرقم الكبير إلى الممارسة الرياضية أو العمل الكادح.
في معظم الكائنات الحية، الكربوهيدرات الزائدة عن احتياج الكائن الحي، يتم تكسيرها بانتظام لتشكيل acetyl CoA، وهو مركب وسطي يمهد إلى مسار تركيب الأحماض الدهنية وتخزينها. الأحماض الدهنية، وثلاثي الغليسريد (الدهون الثلاثية] ، ودهون أخرى تستخدم أيضا في لتخزين الطاقة لوقت احتياجها على المدى الطويل، كما أن الدهون تتميز بكثافة طاقة عالية (9 سعرة كبيرة/ جرام).
لامائية الدهون تجعلها شكل أكثر إحكاما لتخزين الطاقة من الغلايكوجين المحب للماء. ومع ذلك، الحيوانات، بما في ذلك البشر، تفتقر إلى الآليات الأنزيمية اللازمة لاستحداث الجلوكوز من الدهون (مع استثناء الجلسرول (الجلسرين)). في بعض الحيوانات (مثل الأبقار والماعز والنمل الأبيض) وبعض الكائنات الحية الدقيقة (مثل البروتيست والبكتيريا)، يمكنها تفكيك السليلوز واستخلاص الجلوكوز أثناء عملية هضمها.